# Antonín Šindelář
Antonín Šindelář (25. července 1902, Holešovice-Bubny – 1. února 1985) byl český fotbalista, záložník, reprezentant Československa.

## Život
Narodil se v rodině dělníka Josefa Šindeláře (1864–??) a jeho manželky Anny, rozené Novotné (1870–??). Byl nejmladší z šesti dětí.

## Sportovní kariéra
Krajní záložník nebo útočník vnitřního tria začínal v Unionu Žižkov. hrál za Teplitzer FK, AFK Vršovice a opět za Union Žižkov. Byl historicky posledním fotbalistou tradičního žižkovského klubu (založeného roku 1900), jenž si zahrál za národní mužstvo.
Za československou reprezentaci odehrál v letech 1928–1929 dva zápasy proti Jugoslávii, gól v nich nevstřelil. Hrál za SK Slavia Praha, AFK Union Žižkov a AFK Bohemians.

## Ligová bilance
| Ročník                      | Zápasy | Góly | Klub                   |
| --------------------------- | ------ | ---- | ---------------------- |
| Středočeská 1. liga 1925/26 | 1      | 0    | SK Slavia Praha        |
| Středočeská 1. liga 1928/29 | 1      | 0    | Bohemians AFK Vršovice |
| 1. asociační liga 1929/30   | 12     | 0    | AFK Bohemians          |
| 1. asociační liga 1930/31   | 5      | 0    | AFK Bohemians          |
| 1. asociační liga 1931/32   | 2      | 0    | AFK Bohemians          |
| CELKEM                      | 20     | 0    |                        |